# Sudachi
Sudachi (酢橘?) este un fruct citric mic (30-40g), rotund, verde închis, care este puțin cunoscut în exteriorul Japoniei.
Fructul este simbolul prefecturii Tokushima, unde majoritatea fructelor sunt cultivate. Printre localitățile din această prefectură unde se cultivă sudachi pot fi numite Sanagouchi-son, Kamikatsu-cho and Kamiyama-cho. În alte regiuni ale Japoniei este considerat o delicatesă, fiind relativ scump.
Sudachi se folosește în bucătăria japoneză ca și lămâia, de exemplu, în bucătăria occidentală. Are un gust ceva mai acru decât lămâia, și conține mult calciu și vitamina C.
În 2006, un grup de cercetători de la Universitatea Tokushima au găsit că o cură de suc de sudachi a redus nivelul glucozei la șobolani, dând speranțe pentru viitor în tratatea diabetului.

## Galerie

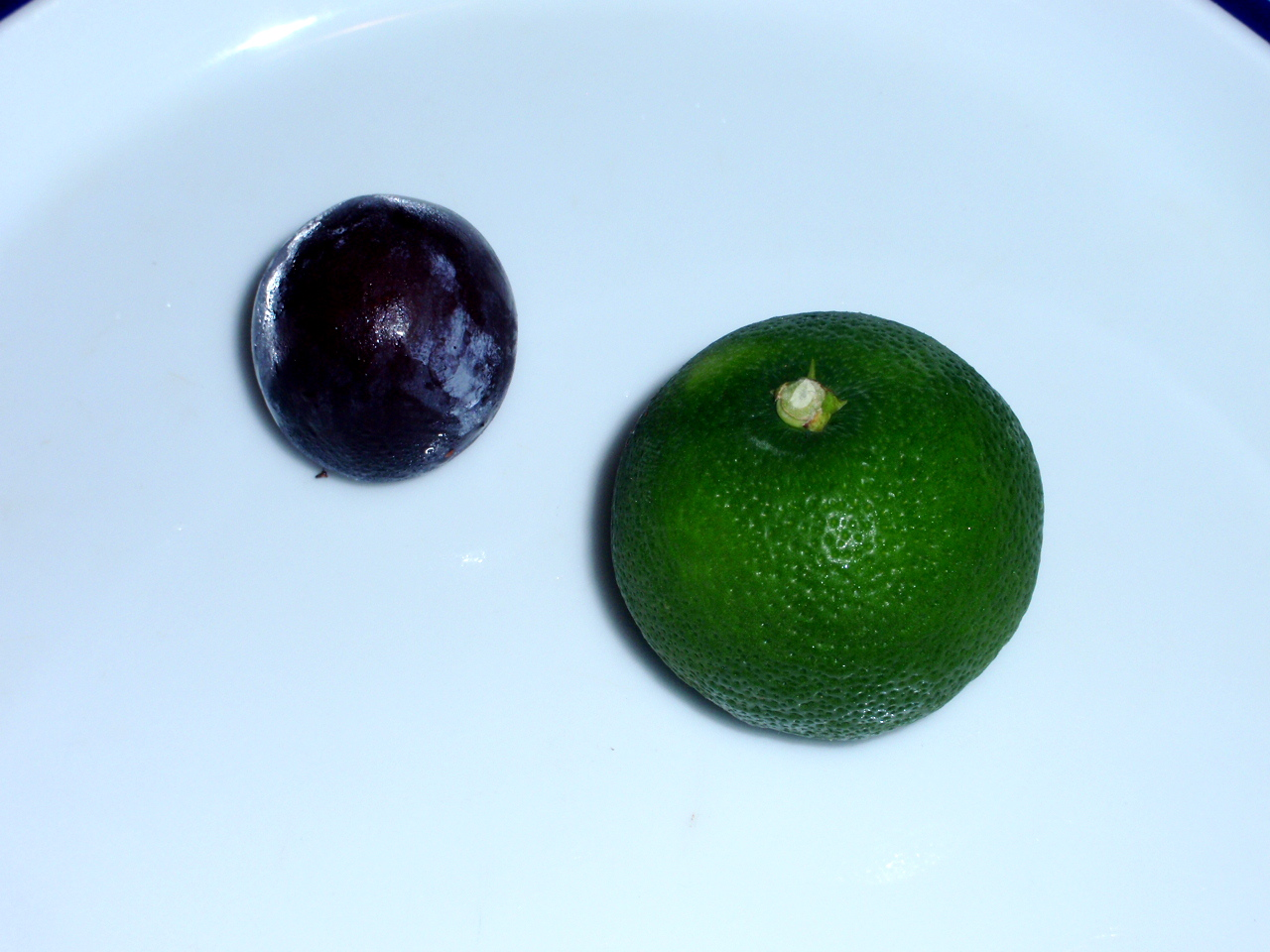
Strugure şi sudachi (pentru comparaţie)